# 高斯引理 (多項式)
在代数學中 ，高斯引理以高斯命名，是关于整係數多项式的命題，或者更一般地说，是关于一个唯一分解整環的敘述。 
高斯的引理断言两个本原多項式的乘積仍是本原多項式（本原多項式是指：係數的最大公因數為1的整係數多項式）。 
高斯引理有一個推论，有时也被称为高斯引理。其斷定一個本原多项式在整数上是不可约的 ，若且唯若它在有理数上是不可约的。  

## 整係數多項式版本
當一個整係數多項式 {\displaystyle f(x)=a_{n}x^{n}+\dots +a_{1}x+a_{0}}的係數的最大公因數是1，我們稱其為本原多項式。那麼有以下高斯引理：
高斯引理 (本原版本). 兩個本原多項式的乘積仍是本原多項式。
证明：
以下以反證法證明，假設存在{\displaystyle p}不是1，整除乘積 
設整係數多項式{\displaystyle f(x)=a_{0}+a_{1}x+\cdots +a_{s}x^{s},g(x)=b_{0}+b_{1}x+\cdots +b_{t}x^{t}}都是本原的，並反設{\displaystyle h(x):=f(x)g(x)}不是本原多項式。 
於是{\displaystyle h(x)}是非本原的整係數多項式，因此可選整除{\displaystyle h(x)}所有係數的質數{\displaystyle p}。 

但{\displaystyle f(x),g(x)}皆是本原的，從而可分別選定{\displaystyle i\in \{0,\dots ,s\},j\in \{0,\dots ,t\}}為滿足{\displaystyle p\nmid a_{i},p\nmid b_{j}}的最小整數（i.e.從0項開始出發）。現在我們知道{\displaystyle h(x)}的{\displaystyle i+j}項係數是 
 {\displaystyle \sum _{k=0}^{i+j}a_{k}b_{i+j-k}\equiv a_{i}b_{j}\not \equiv 0{\pmod {p}}.} 
 （乘積裏面先於{\displaystyle a_{i},b_{j}}都是被{\displaystyle p}整除，所以只剩{\displaystyle a_{i}b_{j}}）根據假設，該項係數應該被{\displaystyle p}整除，矛盾，故得證。   
高斯引理 (不可約版本). 如果一非常數整係數多項式在有理係數多項式環{\displaystyle \mathbb {Q} [x]}內可約，則他在整係數多項式環{\displaystyle \mathbb {Z} [x]}內也可約。   
证明：
設{\displaystyle h(x)}是一在{\displaystyle \mathbb {Q} [x]}內可約的非常數整係數多項式。於是可取兩個非常數的有理係數多項式{\displaystyle f_{1}(x),g_{1}(x)}使得{\displaystyle h(x)=f_{1}(x)g_{1}(x)}。   
透過適當選取整數{\displaystyle a,b,c,d}，可以假設{\displaystyle \textstyle f_{2}(x):={\frac {a}{c}}f_{1}(x),g_{2}(x):={\frac {b}{d}}g_{1}(x)}皆是本原多項式（當然也就是整係數多項式）。   
由上一個引理，{\displaystyle f_{2}(x)g_{2}(x)=\textstyle {\frac {ab}{cd}}h(x)}也是本原多項式。於是{\displaystyle \textstyle {\frac {cd}{ab}}}是{\displaystyle h(x)}的係數的最大公因數，故{\displaystyle \textstyle {\frac {cd}{ab}}}是個整數。   
現在，我們有{\displaystyle h(x)=\textstyle {\frac {cd}{ab}}f_{2}(x)g_{2}(x)}且{\displaystyle \textstyle {\frac {cd}{ab}}}是整數，於是也就證明了{\displaystyle h(x)}在{\displaystyle \mathbb {Z} [x]}內也可約。   